# Касинівка (зупинний пункт)
Каси́нівка — пасажирський зупинний пункт (в минулому — станція) Дніпровської дирекції Придніпровської залізниці на лінії П'ятихатки —  Верхівцеве між станціями П'ятихатки (9 км) та Ерастівка (8 км). Розташований в однойменному селі Кам'янського району Дніпропетровської області.
Статус станції втрачено після 1982 року.

## Пасажирське сполучення
На платформі Касинівка зупиняються приміські електропоїзди сполучення Дніпро — П'ятихатки.